# Dornburg-Camburg
Dornburg-Camburg é uma cidade da Alemanha localizada no distrito de Saale-Holzland, estado de Turíngia.
É membro e sede do Verwaltungsgemeinschaft de Dornburg-Camburg.
A cidade de Dornburg-Camburg foi formada em 1 de dezembro de 2008, através do agrupamento das cidades de Camburg e Dornburg/Saale e do município de Dorndorf-Steudnitz.